# Pondok Suguh (plaats)
Pondok Suguh is een bestuurslaag in het regentschap Muko-Muko van de provincie Bengkulu, Indonesië. Pondok Suguh telt 966 inwoners (volkstelling 2010).